# Palanques
Palanques là một đô thị trong tỉnh Castellón, Cộng đồng Valencia, Tây Ban Nha. Đô thị Palanques có diện tích 14,3 km², dân số theo điều tra năm 2010 của Viện thống kê quốc gia Tây Ban Nha là 34 người. Đô thị Palanques nằm ở khu vực có độ cao 670 mét trên mực nước biển.